# Markéta Davidová
Markéta Davidová (Jablonec nad Nisou, 3 gennaio 1997) è una biatleta ceca, campionessa del mondo di individuale a Pokljuka 2021 e vincitrice di una Coppa del Mondo nella stessa specialità.

## Biografia
In Coppa del Mondo ha esordito il 16 dicembre 2016 a Nové Město na Moravě (68ª nella sprint) e ai Giochi olimpici invernali a Pyeongchang 2018 (15ª nella sprint, 25ª nell'inseguimento, 57ª nell'individuale, 18ª nella partenza in linea, 12ª nella staffetta e 8ª nella staffetta mista).
Nella stagione 2018-2019 ha ottenuto il primo podio e la prima vittoria in Coppa del Mondo, rispettivamente il 6 dicembre 2018 a Pokljuka (3ª nell'individuale) e il 24 gennaio 2019 ad Anterselva nella sprint; ha inoltre debuttato ai campionati mondiali a Östersund 2019 (7ª nella sprint, 13ª nell'inseguimento, 43ª nell'individuale, 16ª nella partenza in linea, 15ª nella staffetta e 6ª nella staffetta mista). L'anno dopo ai mondiali Anterselva 2020 ha vinto la medaglia di bronzo nella staffetta mista e si è classificata 37ª nella sprint, 25ª nell'inseguimento, 8ª nell'individuale, 20ª nella partenza in linea, 4ª nella staffetta e 14ª nella staffetta singola mista; mentre a Pokljuka 2021 ha conquistato la medaglia d'oro nell'individuale e si è piazzata 44ª nella sprint, 32ª nell'inseguimento, 13ª nella partenza in linea, 10ª nella staffetta e 11ª nella staffetta mista. Ai XXIV Giochi olimpici invernali di Pechino 2022 è giunta 41ª nella sprint, 28ª nell'inseguimento, 6ª nell'individuale, 4ª nella partenza in linea, 8ª nella staffetta e 12ª nella staffetta mista; ai Mondiali di Oberhof 2023 si è classificata 6ª nella sprint, 16ª nell'inseguimento, 5ª nella partenza in linea, 10ª nell'individuale, 7ª nella staffetta e 5ª nella staffetta mista e a quelli di Nové Město na Moravě 2024 si è piazzata 17ª nella sprint, 9ª nell'inseguimento, 20ª nell'individuale, 15ª nella partenza in linea, 7ª nella staffetta, 14ª nella staffetta mista e 10ª nella staffetta mista individuale.

## Palmarès

### Mondiali
- 2 medaglie:
  - 1 oro (individuale[1] a Pokljuka 2021)
  - 1 bronzo (staffetta mista[1] ad Anterselva 2020)

### Mondiali juniores
- 2 medaglie:
  - 1 oro (inseguimento ai Otepää 2018)
  - 1 argento (sprint ai Otepää 2018)

### Mondiali giovanili
- 2 medaglie:
  - 1 argento (staffetta a Cheile Grădiștei 2016)
  - 1 bronzo (individuale a Cheile Grădiștei 2016)

### Coppa del Mondo
- Miglior piazzamento in classifica generale: 9ª nel 2023
- Vincitrice della Coppa del Mondo di individuale nel 2022
- 12 podi (11 individuali, 1 a squadre), oltre a quelli ottenuti in sede iridata e validi anche ai fini della Coppa del Mondo:
  - 3 vittorie (individuali)
  - 3 secondi posti (individuali)
  - 6 terzi posti (5 individuali, 1 a squadre)

#### Coppa del Mondo - vittorie
| Data             | Località    | Nazione   | Spec. |
| ---------------- | ----------- | --------- | ----- |
| 24 gennaio 2019  | Anterselva  | Italia    | SP    |
| 27 novembre 2021 | Östersund   | Svezia    | IN    |
| 7 dicembre 2024  | Kontiolahti | Finlandia | SP    |

Legenda:

SP = sprint

IN = individuale